# Altamira (metro de Caracas)
Altamira es una de las estaciones de la Línea 1 del Metro de Caracas. Se ubica hacia el este de la ciudad, ubicada en la Plaza Francia, en la urbanización Altamira, del cual toma su nombre la estación.

## Características
Esta estación se construyó como parte de la tercera extensión de la Línea 1, desde Chacaíto hasta Los Dos Caminos.
Tiene cercanía con los sectores de Bello Campo, La Castellana, Los Palos Grandes y La Floresta, donde se localizan variedad de edificios y torres de oficinas, así como también embajadas, la Plaza Francia (considerada icono principal del Municipio Chacao, donde se encuentra la estación) y el edificio Altamira.

## Salidas
Posee seis salidas:
- Av. Francisco de Miranda con Av. San Juan Bosco, Salida Nor-Oeste (Torre Adriática)
- Av. Francisco de Miranda con Av. Altamira Sur, Salida Sur-Oeste (Embajada de Canadá)
- Plaza Francia, Salida Centro-Norte
- Anfiteatro Plaza Francia, Salida Centro-Sur
- Av. Francisco de Miranda con Av. Luis Roche, Salida Nor-Este (Hotel Caracas Palace)
- Av. Francisco de Miranda con Av. Ávila, Salida Sur-Este (Centro PDVSA La Estancia)

## Lugares de interés
- Plaza Francia de Altamira
- Centro PDVSA La Estancia
- CELARG
- Plaza Isabel la Católica de La Castellana
- Centro Plaza
- Colegio Universitario de Caracas